# Ever to Excel
Ever to Excel es una película del género documental de 2012, dirigida por Murray Grigor, el encargado de la producción fue Hamid Shams, que a su vez estuvo en la fotografía y los protagonistas son Sean Connery, Jay Parini y Kay Redfield Jamison, entre otros. El filme fue realizado por University of St Andrews, se estrenó en mayo de 2012.

## Sinopsis
Cuenta la historia y el progreso de la Universidad de Saint Andrews, en Escocia, con motivo de sus 600 años, y cómo sus diplomados han dado estructura al planeta en tiempos modernos.